# Magelang (regência)
A Regência de Magelang (em indonésio: Kabupaten Magelang) é uma subdivisão da província de Java Central, na ilha de Java, Indonésia. Tem 1 085,73 km² de área e em 2015 tinha 1 245 496 habitantes (densidade: 1 147,2 hab./km²). A sua capital é Mungkid.
Apesar de situada no centro da regência, administrativamente a cidade de Magelang não faz parte da Regência de Magelang.
| Subdivisões limítrofes da Regência de Magelang |  |                                     |
| Regência de Temanggung                         |  |                                     |
| Regências de Purworejo e Wonosobo              |  | Regências de Semarang e de Boyolali |
| Região especial de Jogjacarta                  |  |                                     |

A planície de Kedu, uma região muito fértil de produção de arroz, situada entre o vulcões Merbabu e Merapi, faz parte do kabupaten de Magelang. A partir do século VIII foi ali que se desenvolveu uma agricultura muito próspera que permitiu que os monarcas da região construíssem importantes monumentos religiosos.[carece de fontes?]
Entre esses monumentos destacam-se os do chamado Conjunto de Borobudur, classificado como Património Mundial pela UNESCO. Deste conjunto fazem parte Borobudur, o mais famoso monumento da Indonésia e maior templo budista do mundo, e os templos também budistas de Pawon e de Mendut. Todos eles foram construído no século IX pelos reis da Dinastia Sailendra.
Outros templos menos conhecidos da Regência de Magelang são:
- Ngawen — templo budista do século VIII situado cerca de cinco quilómetros a leste de Mendut.
- Banon — ruínas de um templo hindu, situado algumas centenas de metros a norte de Pawon. Restam muito poucos vestígios, mas foram encontradas estátuas de Xiva, Vixnu, Agastya e Ganexa, que atualmente estãoe expostas no Museu Nacional da Indonésia em Jacarta.
- Canggal — também conhecido como Candi Gunung Wukir, é um dos templos hindus mais antigos da região, situado no subdistrito de  Muntilan. Junto dele foi encontrada a  inscrição de Canggal, ligada ao rei  Sanjaya de Mataram.
- Gunung Sari — ruínas de um templo hindu no cimo de um monte, situado perto de Candi Gunung Wukir, nos arredores de Muntilan.
- Umbul — situado em Grabag, foi um local de banhos e de descanso dos reis do Sultanato de Mataram. Tem dois tanques alimentados por uma nascente de água quente.
- Selogriyo, situado no meio de arrozais em socalcos.[carece de fontes?]